# George Gibbs
Pour les articles homonymes, voir Gibbs.
George Gibbs (né en 1815 à Astoria (Queens) et décédé en 1873) est un géologue et un ethnologue américain qui contribua fortement à l'étude de la culture et des langues amérindiennes dans le Territoire de Washington. Il participe ainsi à de nombreuses négociations entre les autorités américaines et les tribus amérindiennes locales.

## Biographie
Gibbs est né dans une famille aisée de la région de New York. Il obtient un diplôme dans le domaine de la justice à l'Université Harvard. Il travaille ensuite pour la société américaine d'ethnologie (American Ethnological Society) avant de déménager dans l'Ouest en 1849. Il espère alors s'enrichir lors de la ruée vers l'or en Californie. Néanmoins, il s'installe finalement à Astoria (Oregon) où il travaille pour les autorités gouvernementales.